# Équipe d'Uruguay de football à la Coupe du monde 1950
L'équipe d'Uruguay de football remporte la Coupe du monde 1950.

## Effectif

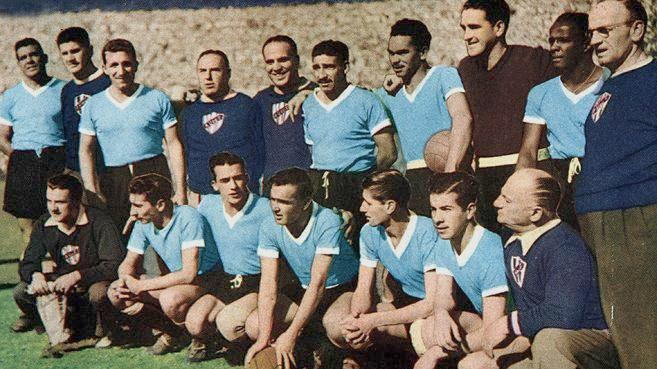
Équipe d'Uruguay de football à la Coupe du monde 1950.